# Chotovice (district de Česká Lípa)
Pour les articles homonymes, voir Chotovice.
Chotovice (en allemand : Kottowitz) est une commune du district de Česká Lípa, dans la région de Liberec, en République tchèque. Sa population s'élevait à 179 habitants en 2021.

## Géographie
Chotovice se trouve à 2 km au sud de Nový Bor, à 8 km au nord de Česká Lípa, à 35 km à l'ouest de Liberec et à 75 km au nord de Prague.
La commune est limitée par Nový Bor au nord, à l'est et au sud, et par Skalice u České Lípy à l'ouest.

## Galerie

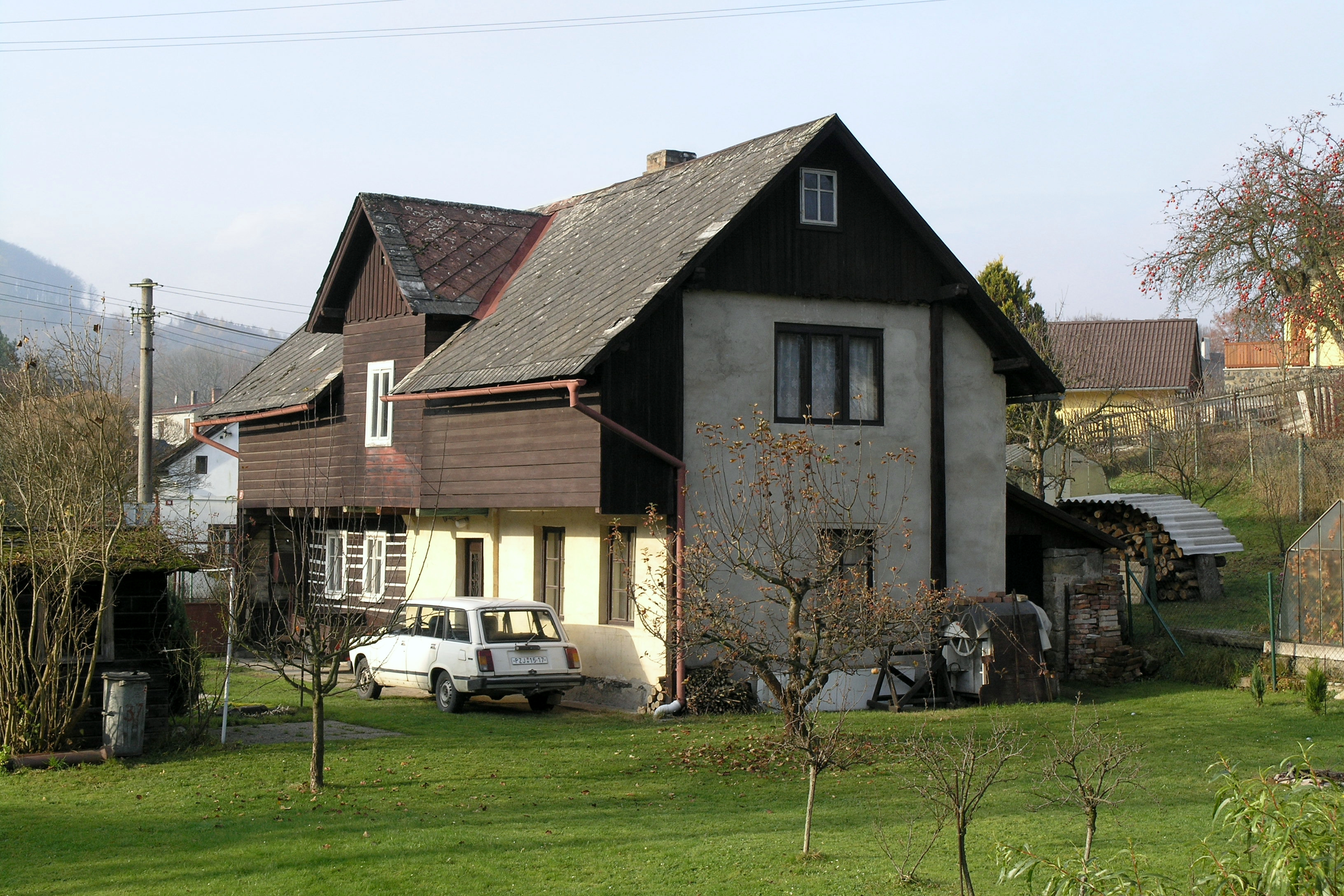
Maison à Chotovice.
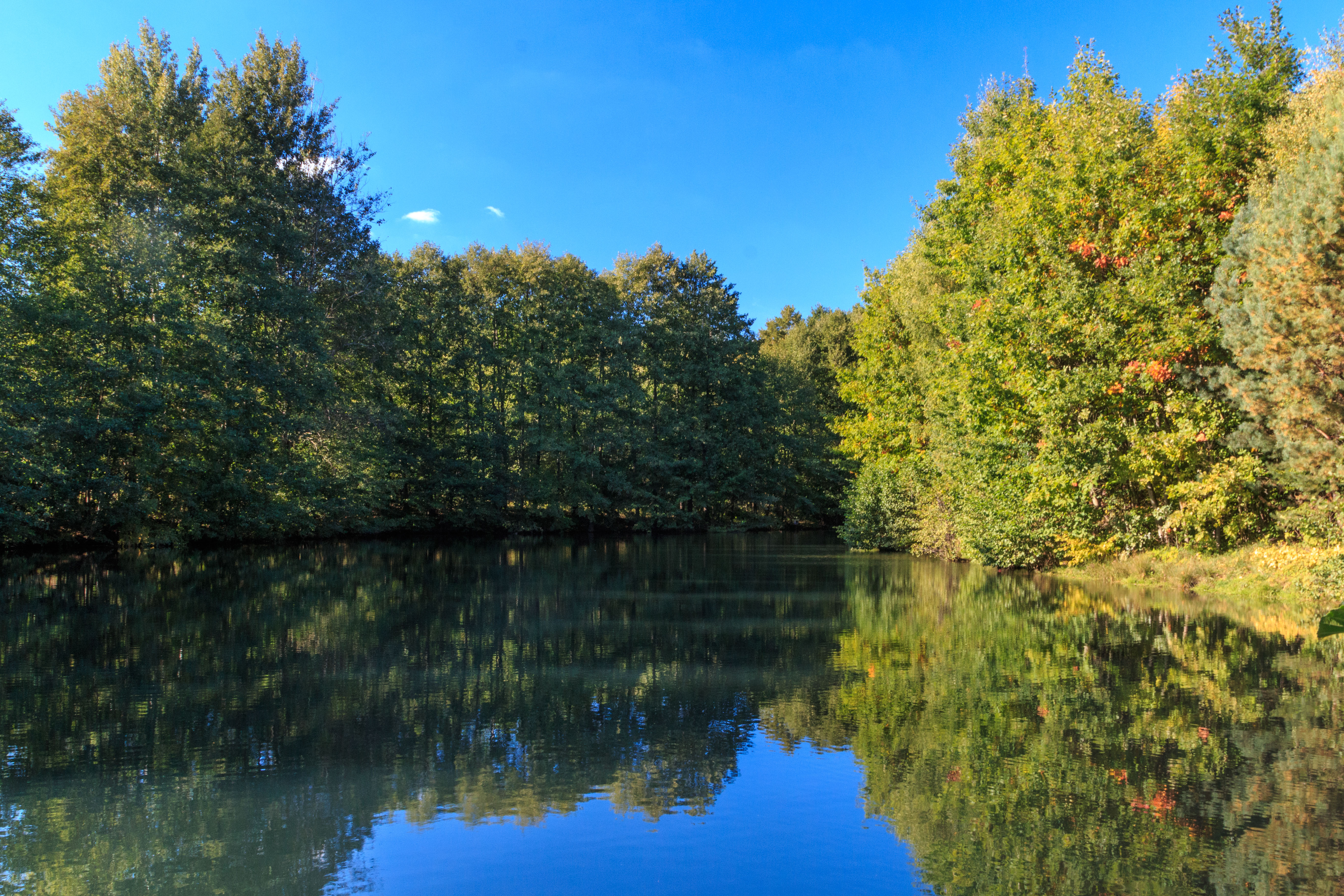
Étang de Horní Chotovice.

## Histoire
La première mention écrite du village remonte à 1455.

## Transports
Par la route, Chotovice se trouve à 7 km de Česká Lípa, à 43 km de Liberec et à 98 km de Prague.